# Trofeo

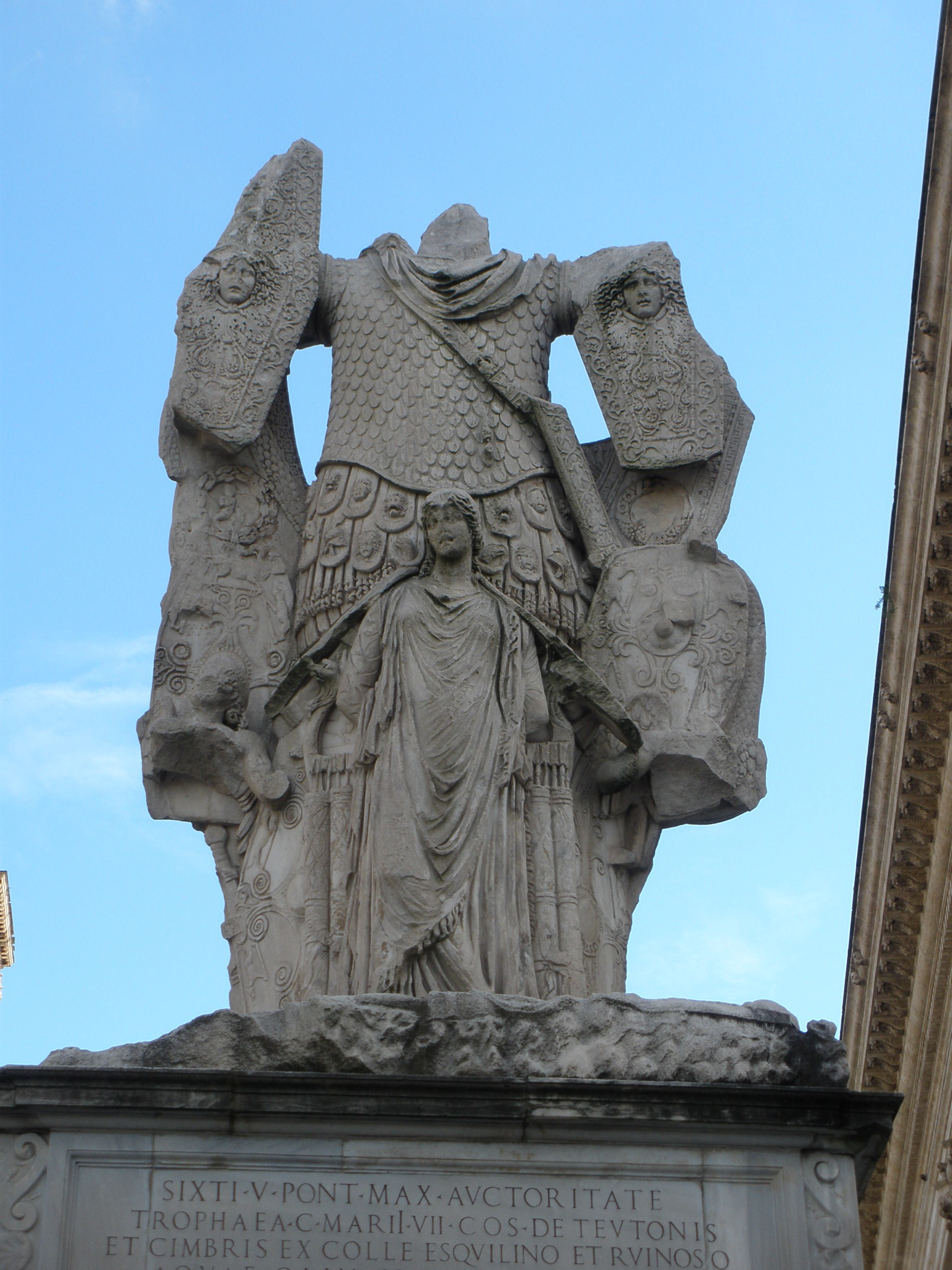
Trofei di Mario al Campidoglio

Il trofeo è un premio che viene assegnato o dedicato per un particolare merito. Nella sua accezione originaria, indicava la pratica dei guerrieri di rientrare in patria con le armi e le spoglie del nemico in seguito alla vittoria. Quest'accezione ha poi indicato il monumento che veniva realizzato su un campo di battaglia in commemorazione della vittoria. In alcuni popoli, il trofeo era rappresentato invece dalle spoglie della selvaggina, esposte per propiziare la caccia.
Dal Novecento, il termine è stato usato prevalentemente per indicare il premio nelle competizioni sportive. Mentre "coppa" indica il premio a forma di grande contenitore, "trofeo" è un termine più generale che include anche le medaglie e le targhe. Inoltre, può indicare anche una competizione sportiva in generale.